# Piti (plato)
Piti es la sopa nacional de la cocina azerbaiyana, que se elabora con pedazos de carne de cordero y verduras en un caldo. Es un plato tradicional de la región Sheki de Azerbaiyán.

## Preparación

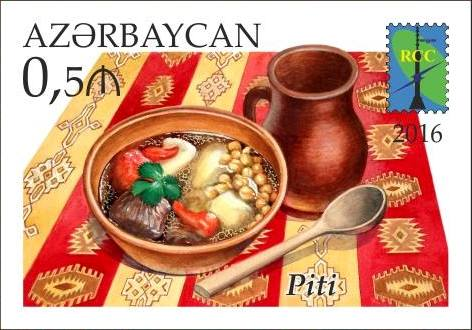
Sello de Azerbaiyán, 2016

Como en la mayoría de los platos azerbaiyanos, el ingrediente principal de piti es la carne de cordero. Ésta se cocina con garbanzos, patatas o castañas y grasa de cordero, sazonada con azafrán.
El piti se prepara, cocina y se sirve en tasas especiales de barro.